# Henryk Rozmiarek
Henryk Rozmiarek (Poznań, 13 de janeiro de 1949 – 10 de março de 2021) foi um handebolista profissional polaco.
Jogou como goleiro nos Jogos Olímpicos pela seleção do seu país em 1976, com a qual conquistou a medalha de bronze. Também disputou as edições de 1972 e 1980.
Morreu em 10 de março de 2021, aos 72 anos de idade.